# Otwarta Rzeczpospolita
„Otwarta Rzeczpospolita”, Stowarzyszenie przeciw Antysemityzmowi i Ksenofobii – niezależna i niedochodowa organizacja pozarządowa o statusie organizacji pożytku publicznego.
Podstawowe cele stowarzyszenia to: przeciwdziałanie wszelkim formom rasizmu, antysemityzmu, ksenofobii i innym postawom godzącym w godność człowieka oraz krzewienie postawy otwartości i poszanowania dla osób i grup o odmiennej identyfikacji etnicznej, narodowej, religijnej, kulturowej lub społecznej. Stowarzyszenie liczy około 200 członków.

## Założenia programowe
Otwarta Rzeczpospolita powstała w 1999 roku „z potrzeby przeciwdziałania antysemickim i ksenofobicznym uprzedzeniom odżywającym w polskim życiu publicznym, zwłaszcza zaś przenikaniu tego typu treści do podręczników szkolnych”. Założyciele Stowarzyszenia w dokumencie Nasze założenia programowe stwierdzili: 

Sądzimy, że nie wolno czekać, aż uprzedzenia przybiorą postać naprawdę groźną i trudną do opanowania. Założyliśmy nasze stowarzyszenie, aby zawczasu radzić nad tym, jak skutecznie postawić tamę niepokojącym objawom zła. Wierzymy, że w tych staraniach będą nas i wszystkich ludzi dobrej woli wspierać wysokie autorytety naszego państwa, Kościołów i opinii publicznej.

## Działania
Według swoich deklaracji Otwarta Rzeczpospolita:
- inicjuje i wspiera działania edukacyjne zapobiegające powielaniu stereotypów i uprzedzeń wobec cudzoziemców, uczące poszanowania dla różnic etnicznych, religijnych i światopoglądowych oraz szerzące wiedzę o wieloetnicznych źródłach polskiej kultury;
- dokumentuje przejawy uprzedzeń etnicznych, religijnych i rasowych oraz zwraca na nie uwagę opinii publicznej, władz państwowych, środków masowego przekazu, Kościołów, stowarzyszeń społecznych, naukowych i kulturalnych;
- w przypadkach rozpowszechniania – za pośrednictwem prasy, książek, telewizji lub radia – haseł, idei czy postaw antysemickich i ksenofobicznych, podejmuje działania interwencyjne, także na drodze prawnej, aby zablokować publikacje uznawane przez Stowarzyszenie za niebezpieczne[2][3];
- dąży do uświadomienia przedstawicielom wymiaru sprawiedliwości i opinii publicznej konieczności przestrzegania przez Polskę międzynarodowych konwencji nakazujących ściganie przejawów rasizmu i ksenofobii;
- propaguje swoje cele i ideały organizując otwarte spotkania, odczyty i dyskusje, inicjując publikacje prasowe i książkowe, a także zamieszczając informacje na własnej stronie internetowej;
- wspiera inicjatywy obywatelskie na rzecz tolerancji, współdziała z instytucjami i stowarzyszeniami mającymi podobne cele[potrzebny przypis].

## Władze
Prezesi:
- Irena Wóycicka (1999–2002)
- Maciej Geller (2002–2004)
- Paula Sawicka (2004-2014)[4]
- Marek Gumkowski (od 2014)[5]

Rada programowa:
- Paula Sawicka (przewodnicząca)
- Monika Adamczyk-Garbowska
- Michał Bilewicz
- Halina Bortnowska
- Helena Datner
- Cezary Gawryś
- Aleksandra Gliszczyńska-Grabias
- Janusz Grzelak
- Elżbieta Janicka
- Krzysztof Kiciński
- Ireneusz Krzemiński
- Henryk Lipszyc
- Mirosława Marody
- Andrzej Osęka
- Krystyna Starczewska
- Antoni Sułek
- Robert Szuchta
- Barbara Weigl
- Krystyna Zachwatowicz-Wajda[4]

Zarząd i komisję rewizyjną powołuje walne zebranie członków na dwuletnie kadencje.
Dawni członkowie Rady Programowej:
- Władysław Bartoszewski
- Aldona Jawłowska
- Jerzy Jedlicki
- Marek Nowicki
- Andrzej Siciński
- Stefan Starczewski
- Jerzy Tomaszewski
- Feliks Tych